# Археологически музей (Драч)
Археологическият музей на Драч (на албански: Muzeu Arkeologjik Durrës) е най-големият археологически музей в Албания. Разположен е в град Драч, близо до плажа.

## История
Открит е на 13 март 1951 г. Северно от него има византийски стени от 6 век, построени след нашествието на вестготите през 481 г.
Безредиците през 1997 г. водят до сериозно увреждане и разграбване на музея. Затворен е 4 години, отваря отново на 20 март 2015 г.

## Колекция
По-голямата част от колекцията на музея се състои от 3204 артефакта, открити в близкия античен обект Дирахиум. Представлява обширна колекция от древногръцкия, елинистическия и римския период. Основни елементи включват римски погребални стели и каменни саркофаги и колекция от миниатюрни бюстове на Венера, свидетелство за времето, когато Драч е бил център за поклонение на богинята.